# Liste der Monuments historiques in Fosses (Val-d’Oise)
Die Liste der Monuments historiques in Fosses (Val-d’Oise) führt die Monuments historiques in der französischen Gemeinde Fosses auf.

## Liste der Bauwerke
| Bezeichnung       | Beschreibung | Standort          | Kennzeichnung | Schutzstatus | Datum | Bild           |
| ----------------- | ------------ | ----------------- | ------------- | ------------ | ----- | -------------- |
| Kirche St-Étienne |              | Grande-Rue (Lage) | PA00080058    | Classé       | 1913  | weitere Bilder |

## Liste der Objekte

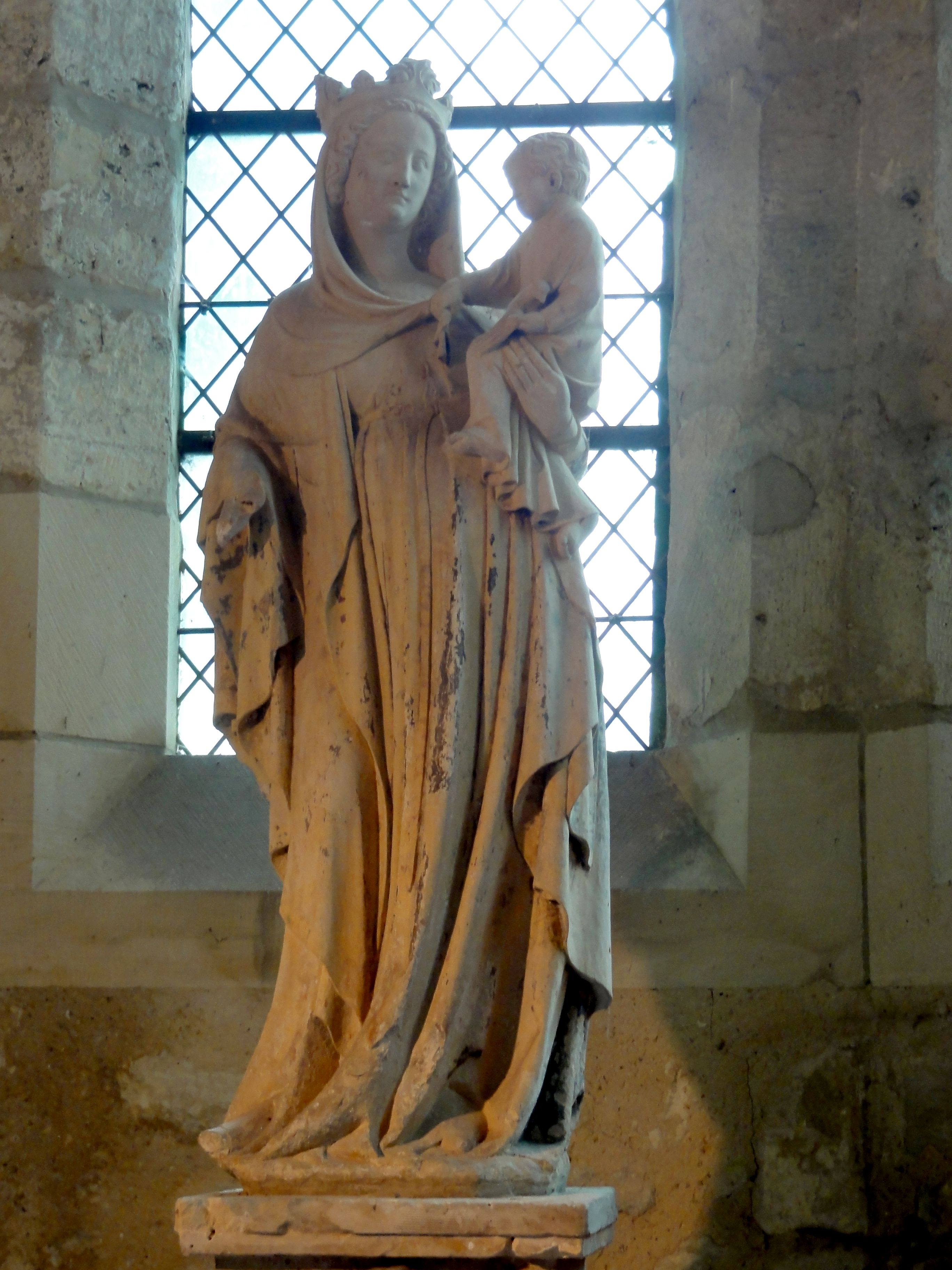
Skulptur Madonna mit Kind (14. Jahrhundert) in der Kirche St-Étienne

- Monuments historiques (Objekte) in Fosses in der Base Palissy des französischen Kultusministeriums